# Gymnura altavela
Gymnura altavela, conocida por sus nombres comunes como vela, mantellina, raya mariposa espinuda y raya de papel, es una especie de raya de la familia Gymnuridae. 

## Descripción física
Es una raya con el cuerpo con forma de rombo. De fácil identificación.
- Aletas pectorales soldadas con la cabeza y el tronco, lo que le da el aspecto característico.
- Ojos pequeños y prominentes. Cola muy corta. Con uno o dos aguijones venenosos.
- Piel lisa. El color dorsal es gris amorronado con manchas redondas más claras, mientras que la zona ventral es blanca.

- El tamaño común es de 140cm – 200 cm, aunque puede llegar hasta 400 cm[4] de envergadura.[5]

## Ecología y etología
La raya mariposa no es agresiva, pero hay que intentar evitar molestarla. Solitaria y con modo de vida diurno. Especie muy tranquila que nada lentamente cerca del fondo.

## Distribución y hábitat
Global: se distribuye en aguas del Atlántico Occidental (Desde Nueva Inglaterra hasta Argentina) y Atlántico Oriental (Desde Portugal hasta Angola). También aparece en toda la cuenca mediterránea y del Mar Negro.
Especie poco común, se encuentra en fondos blandos de arena o fango. Profundidad de 10 a 70 m.

## Dieta
Alimentación carnívora a base de peces, crustáceos, poliquetos y moluscos que encuentra en los fondos en donde habita.

## Reproducción
Gymnura altavela' se reproduce mediante ovoviviparidad. Después de un período de gestación de seis meses, da a luz entre 4 y 7 crías, cada una con un tamaño de 38 a 44 cm. Posee dos úteros funcionales, donde se desarrollan los embriones distribuidos equitativamente.

## Longevidad
Se estima que las edades del macho y la hembra más viejos fueron de 11 y 18 años, respectivamente.

## Estatus de conservación
| Ámbito        | | Criterio/Listado        | Estado      |
| Internacional | Comisión General de Pesca del Mediterráneo                                                                                   |                         | Protegido   |
| Mediterráneo  | Convenio de Barcelona | Anexo II                | Decreciente |
| Nacional      | Listado de Especies Silvestres en Régimen de Protección Especial Catálogo Español de Especies Silvestres Amenazadas (LESPRE) |                         |             |
| Global        | Categoría UICN 2016 | En peligro crítico (CR) | Decreciente |